# Dystrykt Tewor
Dystrykt Tewor – dystrykt w hrabstwie Grand Cape Mount, w zachodniej części Liberii.
Dystrykt położony jest 90 km na północny zachód od stolicy kraju – Monrovii. Dystrykt leży na granicy Liberii z Sierra Leone. 
W 2020 łączna powierzchnia lasów w dystrykcie Tewor wyniosła 27 900 ha, co stanowiło ponad 84% całkowitej powierzchni dystryktu.

## Demografia
Według spisu ludności z 2008 roku jednostka liczyła sobie 27 949 mieszkańców. Natomiast według spisu ludności przeprowadzonego w 2022 roku, dystrykt ma populację liczącą 34 478 mieszkańców, co czyni go trzecim co do wielkości zaludnienia dystryktem w hrabstwie.
Dane z 2008:
| Opis      | Ogółem | Ogółem | Mężczyźni | Mężczyźni | Kobiety | Kobiety |
| --------- | ------ | ------ | --------- | --------- | ------- | ------- |
| Jednostka | osób   | %      | osób      | %         | osób    | %       |
| Populacja | 27 949 | 100    | 14 043    | 50,2      | 13 906  | 49,8    |

Dane z 2022:
| Opis      | Ogółem | Ogółem | Mężczyźni | Mężczyźni | Kobiety | Kobiety |
| --------- | ------ | ------ | --------- | --------- | ------- | ------- |
| Jednostka | osób   | %      | osób      | %         | osób    | %       |
| Populacja | 34 478 | 100    | 18 078    | 52,4      | 16 400  | 47,6    |

## Sąsiednie dystrykty
Commonwealth Robertsport, Garwula, Golakonneh, Porkpa